# Соціально-гуманітарний факультет Дніпровського національного університету імені Олеся Гончара
Соціально-гуманітарний факультет — факультет ДНУ ім. О. Гончара.

## Історична довідка
Соціально-гуманітарний факультет створено 5 грудня 2005 року на базі відокремлення спеціальностей юридичного («Філософія»), історичного («Політологія») факультетів і факультету соціології та психології («Соціологія», «Соціальна робота»). Сьогодні на факультеті навчається понад 550 студентів денної форми навчання. Навчальний процес забезпечують 72 викладача: 12 професорів, докторів наук, 40 доцентів, кандидатів наук, з них: 1 член-кореспондент Академії педагогічних наук України, 1 володар відомчої відзнаки «Петро Могила», 3 володаря відомчої відзнаки «Відмінник освіти України»

## Структурні підрозділи факультету
- Кафедра філософії

Завідувач кафедри — Гнатенко Петро Іванович, доктор філософських наук, професор, член-кореспондент Академії педагогічних наук України, заслужений діяч науки і техніки України, відмінник освіти України
- Кафедра політології

Завідувач кафедри — Тупиця Олег Леонідович, доктор політичних наук, доцент, володар відомчої відзнаки "Відмінник освіти України ", голова профспілкового комітету ДНУ ім. Олеся Гончара;
- Кафедра соціології

Завідувач кафедри — Городяненко Віктор Георгійович, доктор історичних наук, професор, дійсний член Академії наук соціальних технологій і місцевого самоврядування, заслужений працівник освіти України
- Кафедра соціальної роботи та кадрового менеджменту

Завідувач кафедри — Васильєв Володимир Васильович, кандидат педагогічних наук, доцент, володар відомчої відзнаки «Відмінник освіти України»